# Stieglitz (sächsisches Adelsgeschlecht)

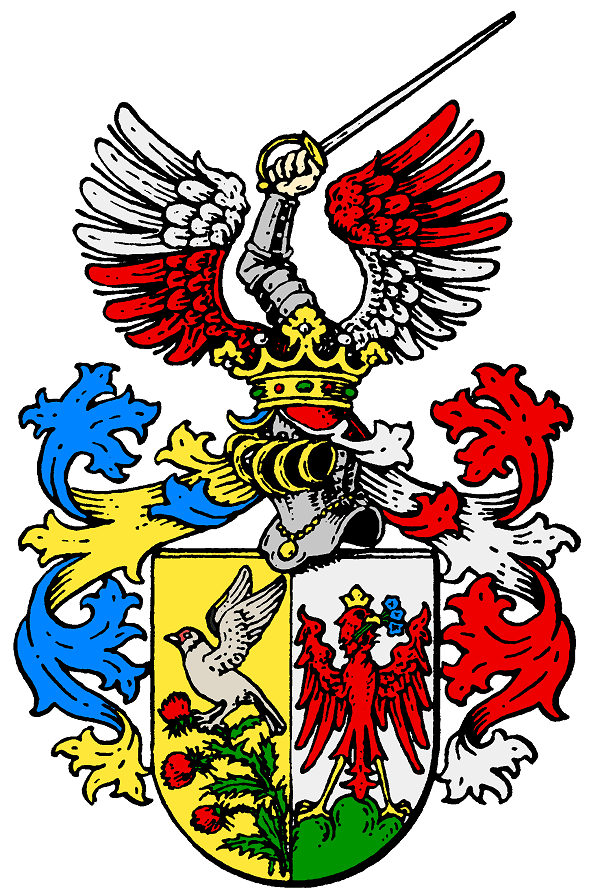
Wappen derer von Stieglitz

Stieglitz (auch Stieglitz von Tschenkau) ist der Name eines deutschen Reichsadelsgeschlechts, das auf eine bürgerliche protestantische Familie des Leipziger Patriziats zurückgeht.
Davon zu unterscheiden sind das deutsch-baltische Adelsgeschlecht Stieglitz, die Familie des in Württemberg geadelten Wilhelm Stieglitz sowie das deutsch-dänische Adelsgeschlecht Stieglitz-Brockdorff.

## Geschichte

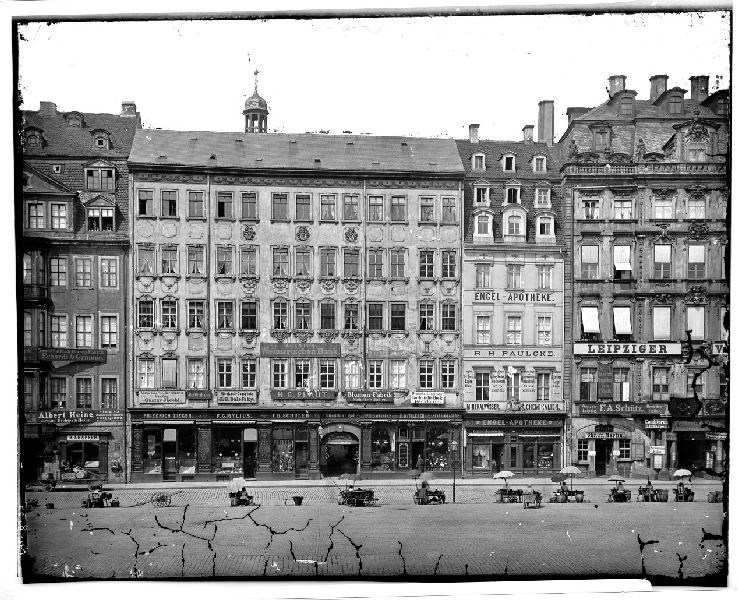
Stieglitzens Hof (vor 1891)

Als der Leipziger Ratsherr Christian Ludwig Stieglitz (1724–1772) 1765 in Wien gemeinsam mit seinem Bruder Wilhelm Ludwig um die Bestätigung seines Adels nachsuchte, beriefen sie sich darauf, dass ihr Vorfahr Bartholomäus Stieglitz, Bürgermeister in Pilsen, 1583 von Kaiser Rudolf II. als Stieglitz von Tschenkau (Čenkov) geadelt worden sei. Dessen Sohn Kaspar (nach anderen Quellen der Enkel: Melchior 1599–1659), sei im Dreißigjährigen Krieg als Protestant nach Sachsen geflohen, wo die Familie seither ansässig war. Im Adelsdiplom von 1765 wurde diese Ursprungssage anerkannt. Ausschlaggebend für die Nobilitierung war jedoch, dass Christian Ludwig und Wilhelm Ludwig, die Söhne des langjährigen Bürgermeisters Christian Ludwig Stieglitz (1677–1758), seit zwei Generationen zur führenden Bürgerschaft in Leipzig gehörten (vgl. Hohenthal, Richter). Im Adelsdiplom wird das „privilegio de non usu“ genannt. Dies nahm Christian Ludwig Stieglitz (1724–1772) wie auch sein gleichnamiger Sohn Christian Ludwig Stieglitz (1756–1836), als Mitglieder des Leipziger Rats in Anspruch. Erst der Vertreter der nächsten Generation, Christian Ludwig Stieglitz (1803–1854), der in der königlichen Residenzstadt Dresden lebte, suchte 1846 um die königlich-sächsische Anerkennung zum Tragen des Adelsprädikates nach, die ihm auch gewährt wurde. Die Familie besaß mit dem Stieglitzens Hof eins der größten Anwesen am Leipziger Markt, das Christian Ludwig Stieglitz (1677–1758) 1733 aus zwei vorhandenen Häusern zu einem zusammenziehen und mit einer Renaissance-Fassade versehen ließ.
Die Nachkommenschaft des Wilhelm Ludwig von Stieglitz, der seit 1778 kursächsischer Major war, hat im Herzogtum Sachsen-Altenburg fortbestanden, wo sie in Mannichswalde begütert war. Wilhelm Ludwigs Tochter Charlotte Sophie (1776–1839) heiratete 1799 den Dresdner Stadtgouverneur Heinrich Adolph von Gablenz (1762–1843) und wurde die Mutter des späteren österreichischen Generals Ludwig Karl Wilhelm von Gablenz. Durch Einheiraten in die erzgebirgische Hammerherrenfamilie von Elterlein wurde Wilhelm Ludwigs jüngster Sohn Christian Ludwig von Stieglitz zum Hammerwerksbesitzer auf Breitenhof und Neidhardtsthal. Zum Haus Mannichswalde gehört Thuisko von Stieglitz (1808–1881), der königlich-sächsischer Generalleutnant und Chef des General-Stabs wurde. Unter seinen Kindern heirateten die Töchter Charlotte (1866–1947) Karl Ludwig d’Elsa und Priska (1870–1947) 1893 Adolph von Carlowitz, letztere war die Mutter von Esther von Kirchbach. Der Sohn Georg von Stieglitz (1848–1912) wurde sächs. Generalleutnant, der Sohn Robert von Stieglitz (1865–1933) Diplomat und letzter sächs. Gesandter an den süddeutschen Höfen.
Heinrich Ludwig von Stieglitz (1762–1824), der jüngste Sohn von Christian Ludwig Stieglitz (1724–1772), heiratete 1802 die Irin Charlotte, geb. Atkinson, und wanderte 1802 nach Irland aus. Drei seiner sechs Söhne, Frederick Lewis, Francis Walter und Robert William von Stieglitz  wanderten 1829 weiter nach Tasmanien aus und gehörten dort zu den ersten europäischen Pionieren und wurden zu bedeutenden Großgrundbesitzern. 1830 folgte ihnen Henry Lewis von Stieglitz (1808–1890), 1839 der jüngste Sohn Charles Augustus von Stieglitz (1819–1885).
Nach ihnen ist der Ort Stieglitz auf Tasmanien benannt, ebenso der verlassene Goldminen-Ort Steiglitz, Victoria, in Australien.

### Standeserhebungen und Adelsanerkennungen
- Reichsadel: Diplom vom 5. Dezember 1765 für die Gebrüder Christian Ludwig Stieglitz, Ratsherrn in Leipzig und Wilhelm Ludwig Stieglitz, kursächsischer Premierlieutenant
- Königlich sächsische Adelsanerkennung: 1846 für Christian Ludwig Stieglitz, Appellationsrat in Dresden

### Besitzungen in Deutschland
- Stieglitzens Hof in Leipzig
- Mannichswalde
- Schloss Langburkersdorf in Neustadt in Sachsen 1884–1916[1]
- Friedenthal bei Hildburghausen 1896–1930

## Wappen
Schild der Länge nach geteilt: rechts in Gold ein auf einem unten aus der Teilungslinie hervorkommenden, grünen Strauch (Distelstrauch) sitzender, nach rechts sehender Stieglitz (Distelfink) und links in Silber ein auf einem grünen Hügel aufrecht stehender, links sehender, gekrönter, roter Adler mit ausgebreiteten Flügeln, der im Schnabel drei blaue Blumen trägt. Auf dem Schild steht ein gekrönter Helm, aus dem zwischen einem offenen, von Silber und Rot, mit gewechselten Farben, quer geteilten Adlersfluge, ein im Ellbogen nach rechts gekrümmter, geharnischter Arm aufwächst, der in der Faust ein Schwert mit goldenem Griff nach oben und links schwingt. Die Helmdecken sind rechts blau und golden, links rot und silbern.

## Bedeutende Vertreter

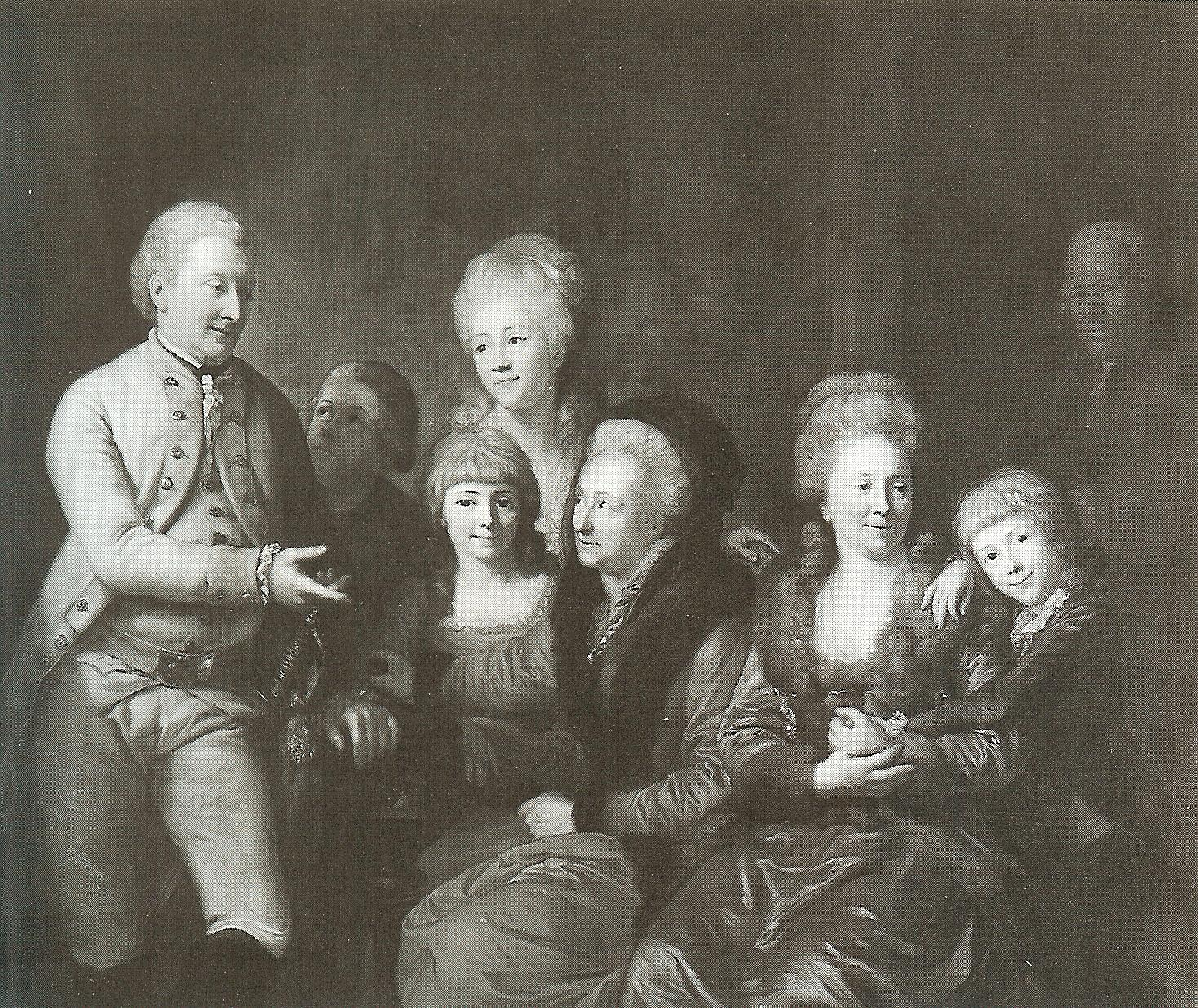
Die Familie des Rittmeisters (Ludwig Wilhelm) von Stieglitz, Anton Graff 1780

- Christian Ludwig Stieglitz (1677–1758), deutscher Jurist, Ratsherr und Bürgermeister
- Christoph Ludwig Stieglitz (1687–1768),  deutscher lutherischer Theologe.
- Christian Ludwig Stieglitz (1724–1772), deutscher Jurist, Ratsherr und Mineraloge
- Christian Ludwig Stieglitz (1756–1836), deutscher Jurist, Ratsherr und Dompropst
- Christian Ludwig Stieglitz (1803–1854), deutscher Jurist, Historiker und Freimaurer
- Frederick Lewis von Stieglitz (1803–1866), australischer Pionier[2]
- Karl Rawdon von Stieglitz (1893–1967), australischer Landbesitzer, Historiker und Autor[3]
- Thuisko von Stieglitz (1808–1881), königlich-sächsischer Generalleutnant
- Georg von Stieglitz (1848–1912), königlich-sächsischer Generalleutnant, auf Burkersdorf[4]
- Caroline Elisabeth Gräfin von Schwerin-Zinzow,[5] geborene Priŝka von Stieglitz (1883–1966), Gutsbesitzerin von Mannichswalde
- Klaus von Stieglitz (1924–2011), Pfarrer, Superintendent, Schriftsteller
- Sylvia von Stieglitz (* 1955), deutsche Politikerin